# Liujiao
Liujiao (chinesisch 六腳鄉 / 六脚乡, Pinyin Liùjiǎo Xiāng, Tongyong Pinyin Liòujiǎo Siang), auch Lioujiao, ist eine Landgemeinde (鄉,  Xiang) im Landkreis Chiayi der Republik China auf Taiwan.

## Lage
Liujiao liegt im Nordwesten des Landkreises Chiayi in der Jianan-Ebene. Die nördliche Begrenzung bildet im Wesentlichen der Fluss Beigang (Beigangxi). Die angrenzenden Gemeinden sind im Landkreis Chiayi Dongshi im Westen, Puzi Im Süden, Taibao im Südosten und Xingang im Nordosten. Im nördlichen Landkreis Yunlin grenzen die Gemeinden Shuilin und Beigang an. Die Entfernung zur Küste beträgt etwa 10,5 Kilometer und die durchschnittliche Höhe über dem Meeresspiegel 8 Meter.

## Geschichte
Der Überlieferung nach wanderten während der Herrschaftszeit Qianlongs sechs Bauernfamilien aus dem Kreis Longxi (龍溪縣 / 龙溪县, heute Teil von Longhai im Gebiet der Stadt Zhangzhou) in der Provinz Fujian in die Gegend von Liujiao ein und begannen, das Land urbar zu machen. Der Ort erhielt den Namen 六家佃庄 (taiwanisch La̍k-ka-tiān-tsng, „Dorf der sechs Pächterfamilien“, Hanyu Pinyin: Liujiadian Zhuang). Da die Aussprache von 家 (ka) im Taiwanischen ähnlich wie 腳 (ka) ist, änderte sich später die Schreibweise in 六腳佃庄 mit der neuen Bedeutung „Dorf der sechsfüßigen Pächter“. Die fehlerhafte Transliteration bürgerte sich im Laufe der Zeit als Ortsname ein. Während der Zeit der japanischen Herrschaft in Taiwan (1895–1945) wurde im Jahr 1920 der Nachbarort Wannei (灣內) angegliedert und der Ort – mit dem um das Schriftzeichen 佃 gekürzten Ortsnamen – als ‚Dorf Liujia‘ (chinesisch 六腳庄, Pinyin Liujiao Zhuang – „Sechs-Fuß-Dorf“) reorganisiert. 1945 kam Taiwan an die Republik China. Ab dem 18. Januar 1946 war Liujia eine ‚Landgemeinde‘ (鄉,  Xiang) im Landkreis Tainan und ab dem 25. Oktober 1950 im neu gebildeten Landkreis Chiayi.

## Bevölkerung
Die große Mehrheit der Bevölkerung sind Hoklo (Minnan-Sprecher). Angehörige indigener Völker machen nur einen sehr geringen Prozentsatz aus (Ende 2019 50 Personen, 0,2 %).
| Gliederung von Liujiao |
|                        |

## Verwaltungsgliederung
Liujiao ist in 25 Dörfer (村,  Cūn) eingeteilt:
1 Gongchang (工廠村)

2 Wannan (灣南村)

3 Wanbei (灣北村)

4 Suandong (蒜東村)

5 Suannan (蒜南村)

6 Suantou (蒜頭村)

7 Shuanghan (雙涵村)

8 Tushi (塗師村)

9 Sanyi (三義村)

10 Gangmei (港美村)

11 Lunyang (崙陽村)

12 Sucuo (蘇厝村)

13 Liudou (六斗村)

14 Fengmei (豐美村)

15 Zhuben (竹本村)

16 Yongxian (永賢村)

17 Yuliao (魚寮村)

18 Tanqian (潭墘村)

19 Xicuo (溪厝村)

20 Zhengyi (正義村)

21 Liujiao (六腳村)

22 Liunan (六南村)

23 Bengshan (崩山村)

24 Gulin (古林村)

25 Gengliao (更寮村)

## Landwirtschaft
Liujiao ist landwirtschaftlich geprägt und etwa 5000 ha werden landwirtschaftlich genutzt. Massenproduktionsgüter sind Reis, Zuckerrohr, Mais, Yams, Erdnüsse und Sorghumhirse. Als landwirtschaftliche Spezialitäten Liujiaos gelten Bittermelonen, Tomaten, Ölsaaten, Gemüsepaprika, sowie Knoblauch- und Erdnussprodukte. Außerdem werden Zierblumen gezogen (Prärieglockenblume – Eustoma russellianum).

## Verkehr
Hauptverkehrsader ist die Provinzstraße 19, die von Süden in Liujiao hineinführt und dann Richtung Nordosten nach Beigang verläuft. Sie wird durch die Kreisstraße 166 gequert, die in Ost-West-Richtung verläuft. Im Südosten zweigt die Kreisstraße 157 von dieser ab und führt nach Süden.

## Besonderheiten
Auf dem Gelände der 1903 in Betrieb genommenen ehemaligen Suantou-Zuckerfabrik (蒜頭糖廠,  Suàntóu táng chǎng, ) wurde 2006 der Jhecheng-Kulturpark eingerichtet. Besucher können einen Einblick in die frühere Zuckerindustrie Taiwans gewinnen. Auf dem Gelände ist eine Schmalspur-Zuckerbahn in Betrieb.
An der Grenze der Dörfer Shuanghan und Anhe liegt die Grabanlage des Qing-Generals Wang De-Lu (王得祿,  Wángdélù, † 1841; ) Im äußersten Nordosten im Ortsteil Lunyang überquert die Beigang-Touristenbrücke (北港觀光大橋,  Běigǎng guānguāng dàqiáo ) den Fluss zur Nachbargemeinde Beigang.

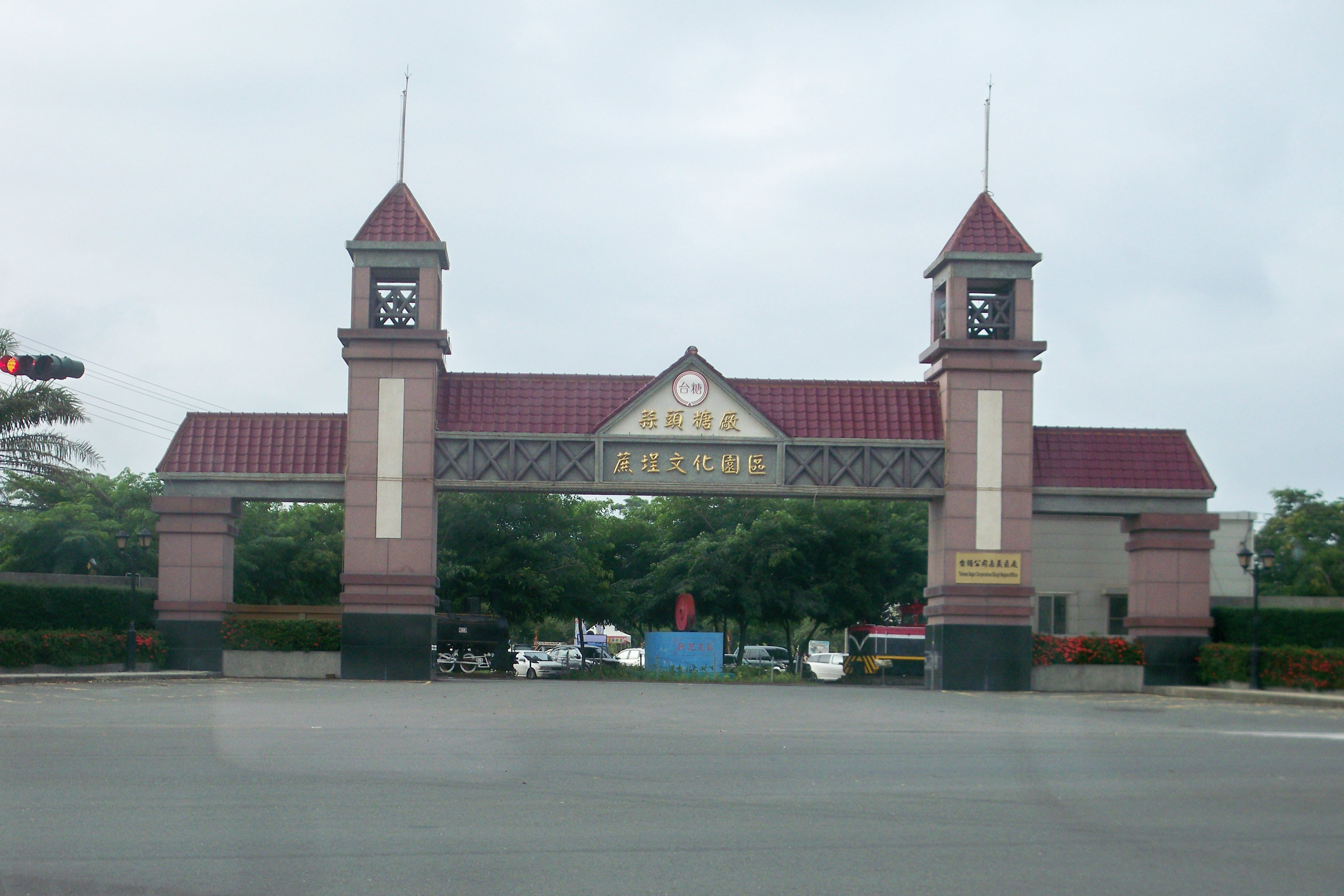
Eingangstor zum Jhecheng-Kulturpark
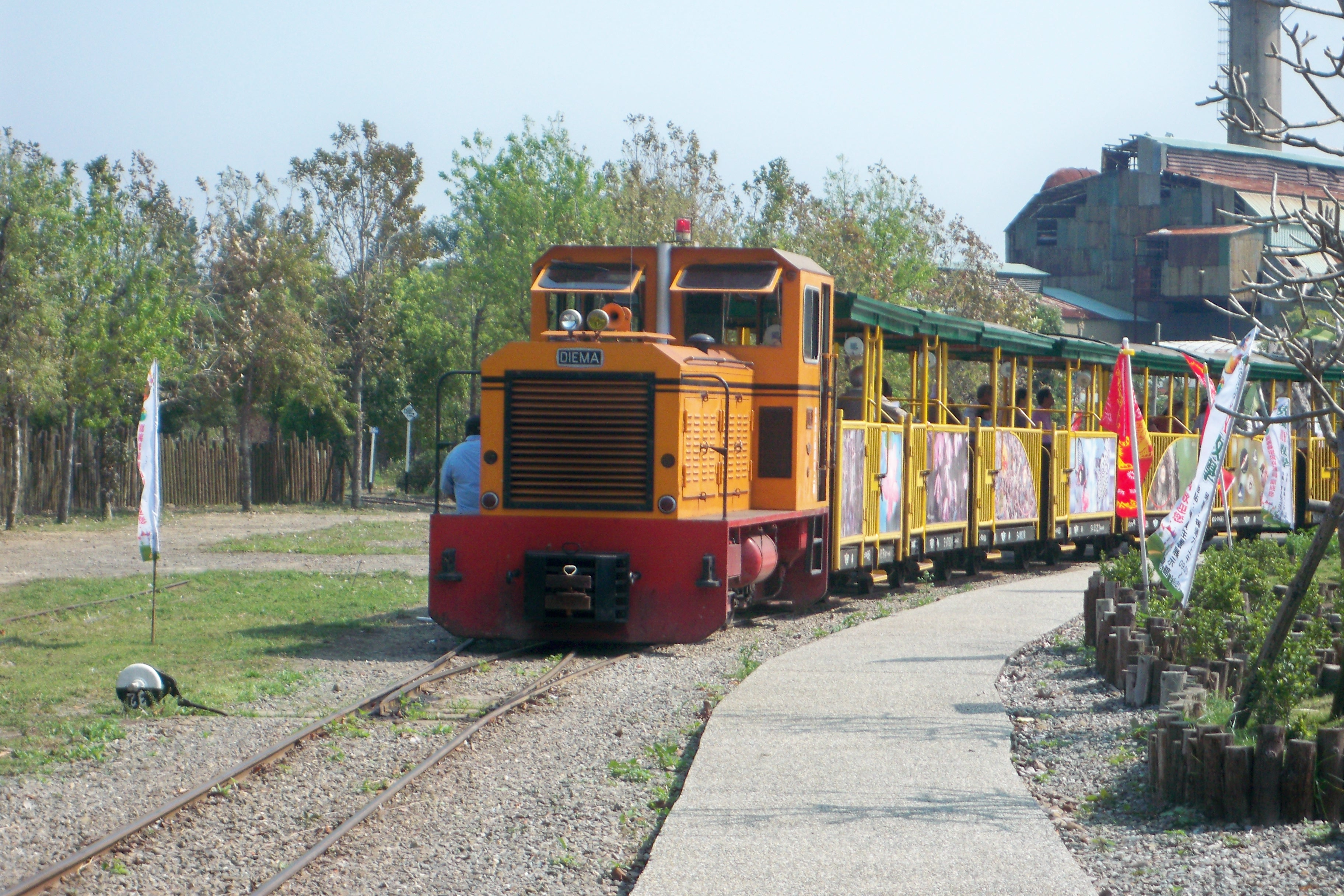
Zuckerbahn mit alter DIEMA-Lokomotive
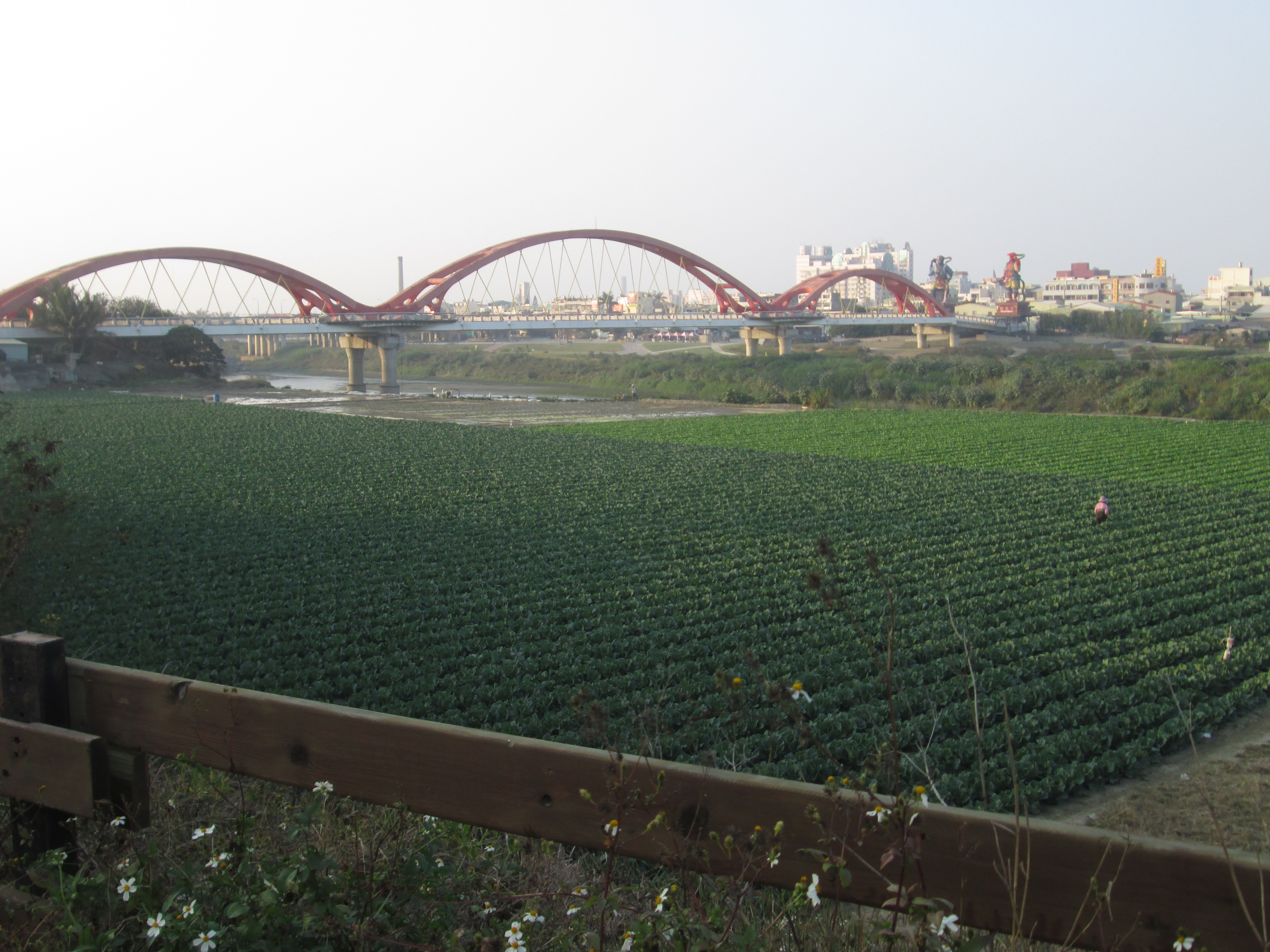
Beigang-Touristenbrücke